# Jean M. Auel
Jean Marie Auel, född Untinen 18 februari 1936 i Chicago i Illinois, är en amerikansk författare. Hon är mest känd för sina böcker om stenåldersflickan Ayla. Serien omfattar sex delar och brukar benämnas med samma namn som den första boken, Grottbjörnens folk, eller, som den egentligen heter, Jordens barn ("Earth's children").

## Biografi
Jean Marie Untinen föddes 1936 i Chicago som näst äldsta barnet av fem till målaren Neil Solomon Untinen och hans fru Martha Wirtanen. Hon gifte sig vid 18 års ålder och innan hon hade fyllt 25 hade hon fött fem barn. Hon lever nu med sin make Ray Bernard Auel i Portland i Oregon.
Hon sökte och blev antagen till Portland State of University, där hon tog kvällskurser, samtidigt som hon arbetade som kontorist på ekonomiavdelningen på elektronikföretaget Tektronix på dagtid. Hon gjorde karriär på företaget och blev utvecklare för kretskort på företaget för att så småningom avancera till kamrer på företagets finansavdelning under mitten av 1970-talet. 1976 tog hon examen i Master of Business Administration vid Portland State. Efter detta sade hon upp sig från Tektronix.
Auel har varit medlem i Mensa sedan 1964.

### Författarkarriären
1977 påbörjade Jean M Auel efterforskningar om istiden för att kunna använda detta material till sin första bok. Hon gick med i en överlevnadsgrupp för att lära sig att bygga isgrottor, göra upp eld och tillverka lädervaror och flintagods som på stenåldern. 1980 kunde hon publicera sitt första verk, Grottbjörnens folk. Det första utkastet var på hela 450 000 ord och indelat i sex delar som Auel senare delade upp för att bli grunden till sex olika böcker i en serie.
Boken blev en succé, låg på bestseller-listan i över åtta månader och nominerades till flera priser och utmärkelser. Den skrevs även om till ett manus som 1986 blev en film med samma namn, med Darryl Hannah i huvudrollen som Ayla. Filmen blev dock en flopp trots att den nominerades till en Oscar för bästa makeup. Filmen hade en budget på 15 miljoner USD, men med intäkter som inte ens nådde upp till 2 miljoner USD.
Efter succén med den första boken reste Auel runt till olika förhistoriska ruiner och lämningar, och även för att träffa olika experter i ämnet som hon hade korrespondens med. Redan 1982, två år efter den första boken släpptes kunde Auel ge ut den andra delen i serien, Hästarnas dal. Därefter följde Mammutjägarna 1985. När Stäppvandringen släpptes 1990 hade Auel sålt över 20 miljoner exemplar av de tre första böckerna och dessa hade även blivit översatta till 18 olika språk. Bokförlaget Crown Publishers betalade Auel cirka 25 miljoner dollar för rättigheterna att publicera den fjärde boken, Stäppvandringen, och även de efterkommande två böckerna.
Det skulle dock dröja tolv år innan den femte boken kom ut, först 2002 släpptes Nionde grottan och då hade hennes serie sålt hela 35 miljoner exemplar. I oktober 2008 utsågs Auel till "Le grade d'officier" i den franska Arts et Lettres-orden, en hedersbetygelse som tilldelas av det franska kulturministeriet för att belöna människor som utmärker sig kreativt inom konst och litteratur, eller som spridit fransk konst och litteratur i världen. Den sjätte och sista delen i serien, De målade grottornas land, utkom 29 mars 2011. Hela serien släpptes samtidigt som e-böcker.